# Самерсет (Јужна Дакота)
Самерсет (енгл. Summerset) град је у америчкој савезној држави Јужна Дакота.

## Демографија
По попису из 2010. године број становника је 1.814.
| Група             | 2000.    | 2010.         |
| Белци             | 0 (0,0%) | 1.665 (91,8%) |
| Афроамериканци    | 0 (0,0%) | 18 (1,0%)     |
| Азијати           | 0 (0,0%) | 8 (0,4%)      |
| Хиспаноамериканци | 0 (0,0%) | 44 (2,4%)     |
| Укупно            | 0        | 1.814         |